# Francesco Balilla Pratella
Francesco Balilla Pratella (* 1. Februar 1880 in Lugo di Romagna/Ravenna; † 17. Mai 1955 in Ravenna) war ein italienischer Musiker und Schriftsteller des Futurismus.

## Leben
Pratella wurde 1899 in das Liceo Musicale G.Rossini in Pesaro aufgenommen. Er wurde Schüler von Pietro Mascagni. Über die Klaviermusik kam er zur Oper und komponierte von 1905 bis 1908 La sina d'Vergöun. 1910 stieß er zu den Futuristen, was Ausdruck in seinem Manifest der futuristischen Musiker fand. 1911 folgte das entsprechende technische Manifest, in dem er für Atonalität und irreguläre Rhythmik in der Musik eintrat. Ergänzt wurde diese Schrift durch das Manifest La distruzione della quadratura (Die Zerstörung der Quadratur). In seinem ebenfalls 1912 erschienenen Buch plädierte er für die Abkehr von den klassischen Harmonieregeln. 1913 brachte er bei einem futuristischen Abend erstmals ein nach diesen Prinzipien verfasstes Tonstück zur Aufführung, das heftige Publikumsreaktionen auslöste. In seiner bekanntesten Oper (L'aviatore Dro), die zwischen 1913 und 1914 entstand, integrierte er Russolos Lärmtöner. 1916 wurde sein Stück Canto di guerra in Bologna aufgeführt. Dem – begrüßten – Krieg widmet er das Manifest Il Futurismo e la guerra. Nachdem er bereits seit 1913 Musikkritiken in Lacerba geschrieben hatte, gründete er 1920 gemeinsam mit den Schriftstellern Beltramelli und Spallicci die Kulturzeitschrift La Pié. 1922 übernahm er die Leitung des Magazins Il Pensiero Musicale. Neben Arbeiten für Anton Giulio Bragaglia und dessen Teatro degli indipendenti beschäftigte er sich zunehmend mit Volksmusik und schrieb auch darüber. Ab 1929 leitete er die Musikschule in Ravenna.

## Werke
- La ninna nanna della bambola: Favola in 2 quadri per il teatro dei fanciulli. Ricordi, Mailand 1923.